# NIGHT CAMP CLICK
NIGHT CAMP CLICK(ナイト・キャンプ・クリック)は日本のHIP HOPグループ。

## 概要
- 1996年、HIPHOPグループであるSHAKKAZOMBIEとNITRO MICROPHONE UNDERGROUNDのSUIKENがプロデュースするHIPHOP居酒屋「龍宮」のスタッフを中心に7MC、1DJで結成される。その後各メンバーがコンピレーションアルバム「KAGAMI」(novelcord/02年6月発売)や「HOME BREWERS 2」(p-vine/03年12月発売)等へ参加し徐々に注目を浴びるようになる。
- 2002年12月、自主制作アルバム「NCC collection」を発売する。同作はHIPHOPアーティストや業界人の間で密かな話題を呼び、雑誌QuickJapan vol.46号にて「日本アンダーグランドHIPHOP8選」に選ばれるなど、各方面にて話題となった。
- 2003年、雑誌Samurai Magagineの付録となった、メンバーのDJ BLACK SAUCER (DJ CHIMAIRA a.k.a. TAP)のMIX CD「ARGUS EYED」にNIPPSとDEV-LARGEのBLACK BUDDHA等と共にN.C.C各メンバーが参加して反響を呼ぶ。以降、各メンバーがモデルやコーナゲストとして度々登場することとなった。
- 2004年、Hip HopユニットBUDDHA BRANDのメンバーであるNIPPSが加入する。
- 2004年2月4日リリースのm.c.A•Tのアルバム「Returns!」の「Returns! Intro」にdemi、ZIGHT a.k.a. SANZO(SANZOW名義)、SHUが参加。
- 2005年2月25日、1stアルバム「Blood Sugar Sex Camp」を発売する。本作はHIPHOP専門誌BLASTの「BLASTアワード2005」の邦アルバム部門にて10位に選出された。更に同作の収録曲「Night Symphony」も邦シングル部門にて8位に選出された。
- 2007年1月24日、メンバーのdemiがm.c.A•Tをリーダーとするユニット「m.c.A+T」の一員として、シングル「Uh〜lalala」にてメジャーデビュー。
- 2009年から2011年にかけ、メンバーのDJ PENNYが、MIX CD「ALTERNATIVE N.C.C STYLE」3部作をリリース。N.C.Cメンバーを始め、本国よりHIPHOPの創始に関わった3大DJの一人であるアフリカ•バンバータ、日本HIPHOPの重鎮ラッパーであるMC仁義、サイプレス上野、PUNPEE、KEN THE 390、SEEDA等の当時のHIPHOPチャートを賑わす錚々たる面子が参加した。
- 2013年12月25日、メンバーのZIGHT a.k.a. SANZOがGandharaz Ninja Underfoot名義でBoot Camp Clikに所属するHeltah SkeltahのSean Priceを客演に迎え「World Iz MIne」をリリース。同楽曲は世界各国のHIPHOPサイトにて取り沙汰され、HIPHOPの世界的人気レーベルDuck Down Musicの公式HPにおいて初めて紹介された日本人となった。

## エピソード
音楽評論家の古川耕はアルバム「NCC collection」に対して、2003年10月発売号の「BLAST」にて「(アルバムの)驚異的なクオリティーを鑑みれば彼らがここまで無名でいたのはまったく不思議なほどである」と評している。

## メンバー
アルファベット順。
- MC
  - demi
  - FUKU DEL TORO(風技)
  - G-PIG(VULL DOZZ)
  - S.H.U(VULL DOZZ)
  - YASURI
  - ZIGHT a.k.a. SANZO(Gandharaz Ninja Underfoot、シャア専用beats a.k.a. MOBUIL SUIT、DJ Lev Zasetsky)

- DJ、トラックメーカー
  - DJ APPO
  - DJ BLACK SAUCER (DJ CHIMAIRA a.k.a. TAP)
  - DJ PENNY(HUMANMUSIC)
  - DJ Youichi
- MC(脱退)
  - MAS(風技)
  - 三日月

## ディスコグラフィー

### アルバム
- 『NCC collection』（2002年12月、自主制作）
- 『Blood Sugar Sex Camp』（2005年2月25日、Day Camp Recordings）
- 『NCC collection 2000〜2002』（2019年4月3日、Day Camp Recordings）

### シングル
- Night Camp Click feat Buddha Mafia『CROWN』（2018年12月19日、Buzzic）
- Night Camp Click 『TEN WE GROOVE』（2019年6月15日、Day Camp Recordings）

### MIX CD
- DJ BLACK SAUCER (DJ CHIMAIRA a.k.a. TAP) 『ARGUS EYED』
- DJ PENNY 『Alternative N.C.C Style 』VOL.1〜３

## 客演
- マイクアキラ『THE RAP ROBOT』（2009年11月6日、ブルースインターアクションズ）
  - 4.「Never Change」 -※Fuku Del Toroが参加。
  - 6.「Rap & Star」 -※Zightが参加。
  - 11.「カラケツ (No Money, No Probrems?)」 -※YASURIが参加。
- らっぷびと×Woody,Cherry Brown×6th Sense,Johnny Polygon×YOUICHI 『コラボ力学 VOL.3』（2011年4月13日発売、YANASE PRODUCTIONS）
  - 3.「Johnny Polygon」
- Fuku Del Toro,Zight,Ken-U, Ft Mr Bingo『Alternative N.C.C Style 3 』（2011年6月6日発売、DAYCAMP RECORDINGS）
  - 1.「MIDNIGHT BLUE (真夜中のリンガリンガ) 」
- Fuku Del Toro,Zight,STERUSS,サイプレス上野『Alternative N.C.C Style 3 』（2011年6月21日、DAYCAMP RECORDINGS）
  - 1.「ゆらめき in the river」
- Fuku Del Toro, S.L.A.C.K., PUNPEE, Zight『Alternative N.C.C Style 2 』（2011年7月18日、DAYCAMP RECORDINGS）
  - 1.「styles」

## ソロ活動
- ZIGHT a.k.a. SANZO
  - 「ELEMENTS OF STORY」（2008年6月27日、Independent Label Council Japan(IND/DAS)(M)）
- YASURI
  - 「Refrain」（2009年10月23日、Independent Label Council Japan(IND/DAS)(M)）
  - 「空から声が降ってきた。」（2011年4月20日、首脳組）